# Chef Aid: The South Park Album
Chef Aid (с англ. — «Шефская помощь») — первый музыкальный альбом, выпущенный в 1998 году на основе сериала «Южный парк». Содержание альбома базируется на эпизоде сериала «Шефская помощь» (214).

## Об альбоме
Chef Aid выпущен с двумя различными обложками и в трёх вариантах — «Очищенном» (англ. Clean), «Полном» (англ. Explicit) и «Экстремальном» (англ. Extreme). «Полная» версия содержит больше ругани (в том числе слова «fuck»), но и стикер для родителей, который добавляет цензурности — особенно на треках «Nowhere to Run», «Will They Die 4 You», «Bubblegoose», «Wake Up Wendy» (особенно в конце этой песни — когда начинается вступление к «Horny»), «Horny» и «Mentally Dull». «Экстремальная» версия не содержит никакой цензуры.

## Список композиций
1. «South Park Theme» (Primus) — 0:41
2. «Nowhere to Run» (Оззи Осборн / DMX / Ol' Dirty Bastard / The Crystal Method / Fuzzbubble) — 4:40
3. «Chocolate Salty Balls (P.S. I Love You)» (Шеф) — 3:55
4. «Brad Logan» (Rancid) — 2:16
5. «Come Sail Away» (Эрик Картман) — 5:12
6. «Kenny’s Dead» (Master P.) — 3:24
7. «Simultaneous» (Шеф) — 3:17
8. «Will They Die 4 You?» (Mase / Дидди / Лил Ким / System of a Down) — 3:52
9. «Hot Lava» (Перри Фаррелл и DVDA) — 3:50
10. «Bubblegoose» (Wyclef Jean при участии Стэна, Кайла, Картмана и Кенни) — 2:52
11. «No Substitute» (Шеф) — 4:47
12. «Wake Up Wendy» (Элтон Джон) — 5:58
13. «Horny» (Mousse T. vs. Hot 'N' Juicy) — 3:31
14. «Huboon Stomp» (Devo) — 3:21
15. «Love Gravy» (Рик Джеймс и Айк Тёрнер) — 4:01
16. «Feel Like Makin' Love» (Нед Герблански) — 3:26
17. «The Rainbow» (Ween) — 2:45
18. «Tonight Is Right for Love» (Шеф и Мит Лоуф) — 3:03
19. «It’s a Rockin' World» (Джо Страммер) — 2:31
20. «Mephisto and Kevin» (Primus) — 5:18
21. «Mentally Dull (Think Tank Remix)» (При участии создателей сериала) — 4:34

## Текст песни «South Park»
Going down to South Park, gonna have myself a time.

Стэн и Кайл:Friendly faces everywhere, humble folks without temptation.

Going down to South Park gonna leave my woes behind,

Картман:Ample parking day or night, people shouting: «Howdy, neighbour!»

Headin' up to South Park gonna see if I can't unwind,

Кенни:I like girls with big fat titties, I like girls with big vaginas!

So come on down to South Park and meet some friends o'mine!

## Песни

Альтернативный вариант обложки «Chef Aid».

- Венди из песни Элтона Джона «Wake Up Wendy» — Венди Тестабургер, девочка из третьего (на момент выхода эпизода) класса, в которую влюблён Стэн Марш. Согласно эпизоду, именно Стэн сочиняет слова песни.
- К альбому было выпущено 2 клипа: «Chocolate Salty Balls» (все песни Шефа исполняет озвучивший его Айзек Хейз) и «Kenny’s Dead». В этом клипе рассказывается история Кенни, который уезжает в Лас-Вегас с одной монетой, чтобы разбогатеть. Ему постоянно везёт, он выигрывает огромные деньги, приглашает в Лас-Вегас всех друзей, в честь него называют новое казино. Мастер Пи с Шефом весь эпизод ездят на машине и в финале давят Кенни.
- Песня «Kenny’s Dead» также является пародией на песню Куртиса Мейфилда «Freddie’s Dead».
- В альбоме звучат версии многих песен Шефа, звучавших в сериях 1-2 сезонах «Южного парка», но они немного изменены — например, в этой версии «Chocolate Salty Balls» заметно влияние фанка, «No Substitute» из эпизода 111 совмещена с песней про Кэти Ли Гиффорд из эпизода 102, а «Hot Lava» исполнена вообще без участия Хейза.
- Песня «Brad Logan» была выпущена Rancid как сингл.
- В песне «The Rainbow», в конце можно услышать фразу на русском «Не беспокойся показать свои таланты».